# Grön eld

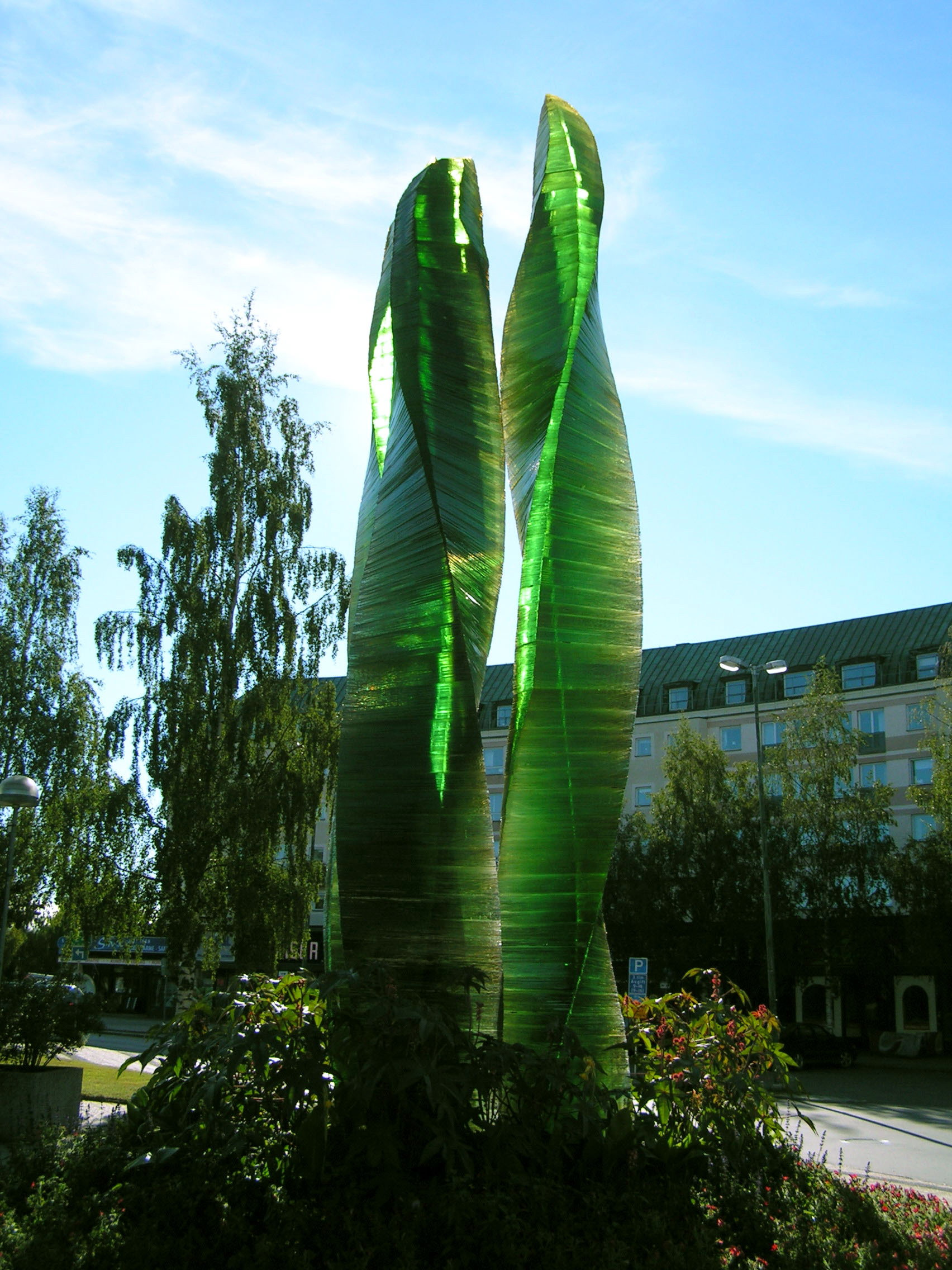
Grön eld, vue de l'est

Grön eld (feu vert) est une sculpture en verre réalisée par Vicke Lindstrand. Elle est située sur Järnvägstorget, devant la gare centrale d'Umeå, dans la province de Västerbotten en Suède. 
La sculpture a une hauteur de 9 mètres et était la plus grande de son genre dans le monde au moment de son inauguration en 1970.

## Histoire
La sculpture a été commandée par Sven Wallander, alors à la tête de HSB (Hyresgästernas sparkasse - oh byggnadsförening), après avoir vu la sculpture en verre Prisma de Vicke Lindstrand à Norrköping. HSB a donné l'œuvre d'art à la municipalité d'Umeå. 
Lennart Johansson, qui a assemblé la sculpture en 1970, a déclaré à la presse en décembre 2013 qu'il avait caché une image de Mao Zedong dans une des flammes de verre de la sculpture.

## Description
Grön eld se compose de trois colonnes de verre, tordues, et dont les sommets sont en forme de pointe. Les colonnes de verre sont composées de trois mille plaques de neuf millimètres, réalisées par Emmaboda glasverk en Suède. Les morceaux de verre ont été collées ensemble avec de la colle époxy pour résister au climat. La grande sculpture de neuf mètres a une masse de 45 tonnes et se trouve sur un socle lourd en béton, ancrée dans le sol.